# Sepultura
I Sepultura sono un gruppo musicale heavy metal brasiliano, formatosi a Belo Horizonte nel 1984.
Ritenuto dalla critica il più popolare del genere nella propria nazione, il gruppo ha iniziato la propria carriera con la pubblicazione di album perlopiù death metal, incorporando successivamente anche sonorità groove metal con il quinto album Chaos A.D. (1993), per poi avvicinarsi al nu metal con l'album Roots e ritornare al thrash (con occasionali influenze dal progressive metal) durante gli anni 2010. Proprio Roots, edito dalla Roadrunner Records nel 1996, è stato quello di maggior successo commerciale. raggiungendo la posizione numero 27 della Billboard 200 statunitense.
Sepultura significa "tomba" in portoghese, e fu scelto dal fondatore ed ex frontman Max Cavalera mentre traduceva la canzone dei Motörhead Dancing on Your Grave.
Nel 1996 il leader del gruppo, Max Cavalera, uscì dal gruppo per dissidi manageriali degli altri membri con sua moglie Gloria Cavalera e formò i Soulfly l'anno seguente. Al suo posto viene ingaggiato (inizialmente anche come chitarrista) lo statunitense Derrick Green alla voce.

## Storia del gruppo

### Gli inizi (1984-1986)

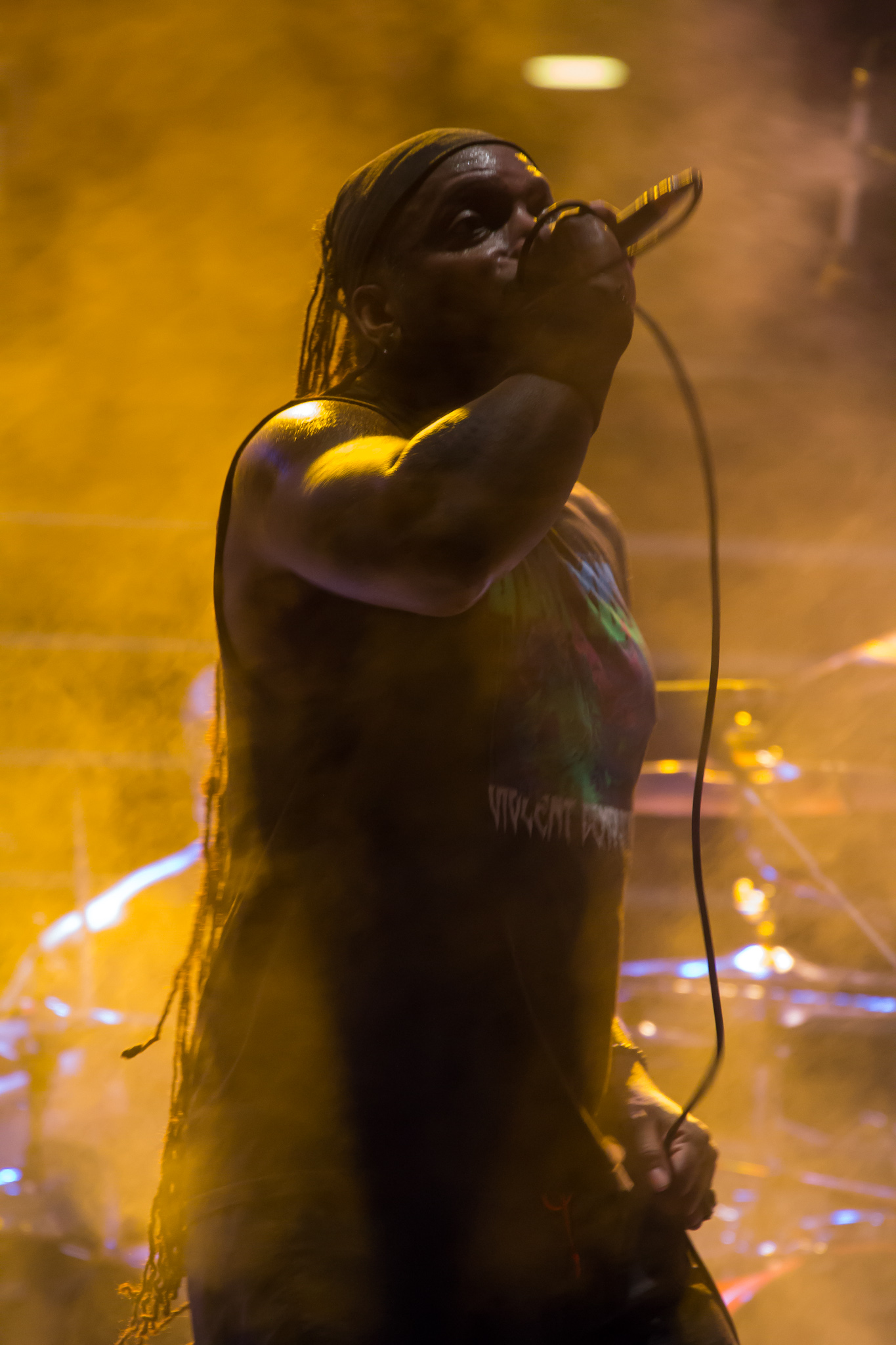
Derrick Green al Barge to Hell 2012.

La band fu formata nel 1984 a Belo Horizonte dai fratelli Max ed Igor Cavalera, rispettivamente chitarrista e batterista. Scelsero di iniziare a suonare dopo la morte del padre, evento che non solo segnò profondamente i fratelli, ma che lasciò la famiglia in pesanti difficoltà economiche. Al neonato gruppo si aggiunse presto un amico e coetaneo dei due, il cantante Wagner "Antichrist" Lamounier, che aveva già avuto esperienze in altri gruppi, seguito dal bassista Roberto Raffan e dal secondo chitarrista Càssio, tutti giovani musicisti che vivevano nel quartiere dei fratelli Cavalera. Alla seconda chitarra subentrò nel giro di poche prove Roberto UFO, ma le condizioni economiche dei fratelli non permisero a Igor di acquistare un drumkit valido. La band iniziò quindi a provare a casa di un batterista locale, Beto Pinga, che era più anziano rispetto ai membri della band, ma era l'unico provvisto di una batteria decente. Costui rimase nella band finché Igor non riuscì a permettersi una batteria, suonando in un paio di show. Poco tempo dopo la band fu abbandonata da Raffan e UFO, sostituiti rispettivamente da Paulo Jr. e Jairo Guedz. 
Nel 1985 Lamounier lasciò il gruppo per alcuni diverbi con i due fratelli e fondò i Sarcófago, e Max iniziò a cantare.
Dopo poco tempo e una gavetta nei festival punk e metal locali, come ad esempio al "Metal B.H. Festival", riuscirono ad ottenere un contratto con la piccola Cogumelo Records, nata dall'omonimo negozio di dischi di Belo Horizonte.
La loro prima uscita discografica, Bestial Devastation, fu uno split-LP con i conterranei Overdose (la cui "metà" era intitolata Século XX), che fu seguito immediatamente da un tour brasiliano. L'uscita seguente Morbid Visions (1986), contenente classici come Troops of Doom, Show Me The Wrath e Mayhem, fece subito notare ad un pubblico più esteso le potenzialità di questa band emergente.
Dopo questo album il chitarrista Jairo Guedz lasciò la band e fu sostituito da Andreas Kisser.
Fino ad allora il gruppo era orientato su un classico death metal abbastanza grezzo e violento, con testi incentrati su temi blasfemi e anti-cristiani tipici dei primi Slayer e Venom, ma la band abbandonerà successivamente queste tematiche cercando di giustificarle come errori di gioventù e per dedicarsi a temi riguardanti soprattutto la politica.
Negli anni 1985-1986 la band, durante le esibizioni dal vivo e shooting fotografici, indossava maglie con delle svastiche e, nel 2021, Igor Cavalera ha chiarito in una intervista che lo facevano per un puerile desiderio di stupire e per imitare i Sex Pistols e che non ci fosse nessuna volontà di apologia del nazismo.

### Primi successi (1987-1996)

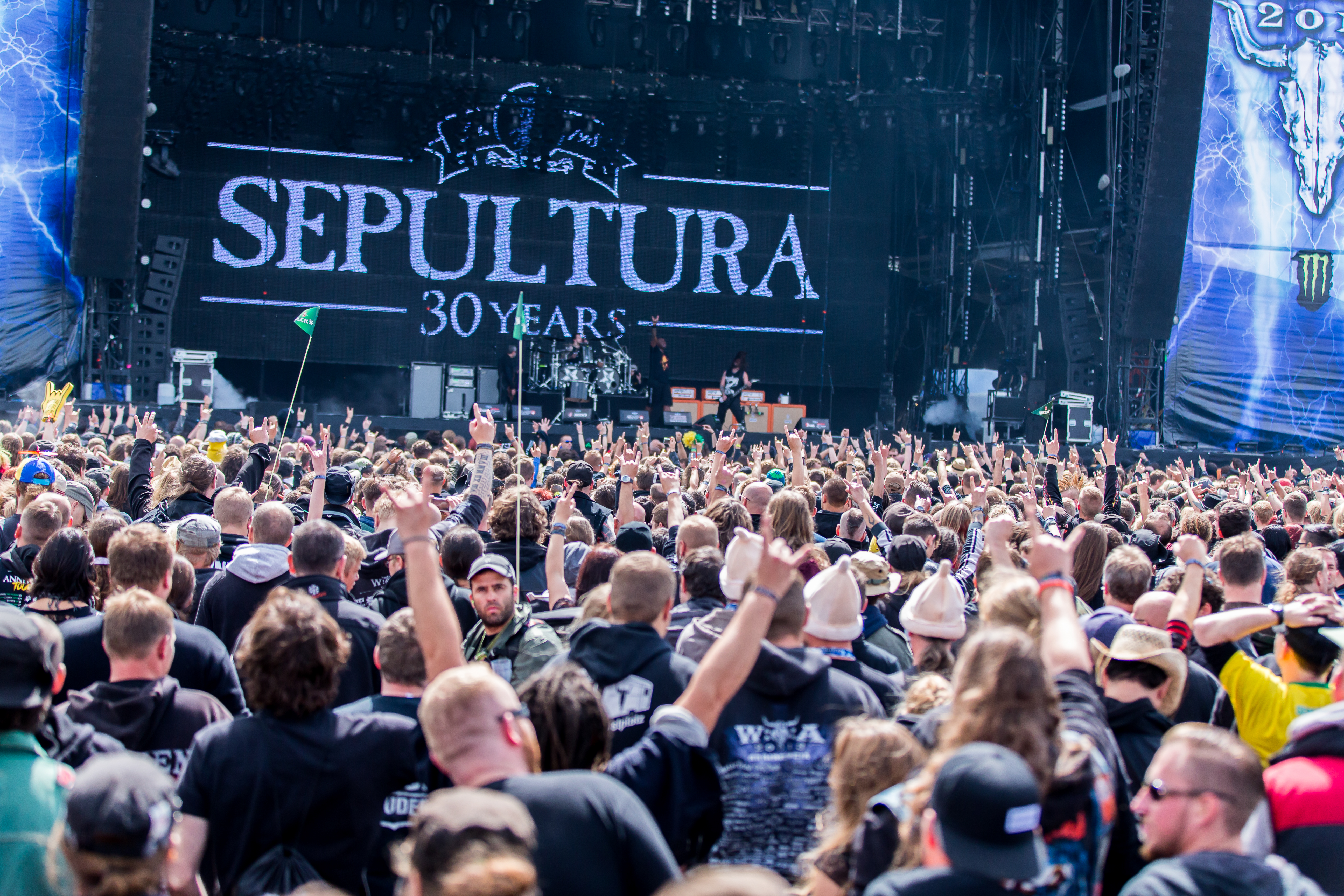
I Sepultura in concerto al Wacken Open Air 2015

Il secondo album, Schizophrenia (1987), riscosse un grandissimo successo di critica e fu un ottimo biglietto da visita per ottenere il contratto con la ben nota Roadrunner Records, che ristampò Schizophrenia per distribuirlo in tutto il mondo. I Sepultura ottennero così un numero sempre crescente di fan, consolidandoli con Beneath the Remains (1989), che fu seguito da un lungo tour europeo.
Dopo la pubblicazione nel 1991 di Arise, primo album inciso fuori dal Brasile, i Sepultura si trasferirono a Phoenix, Arizona, e diventarono una delle metal band più famose degli anni novanta. Chaos A.D. (1993) fu un altro successo in ambito metal, e fu senz'altro uno dei dischi thrash/death con produzione migliore degli anni novanta, caratterizzata da una chitarra granitica e da suoni in generale cristallini e rifiniti. Questa direzione fu mantenuta anche nell'album seguente, Roots (1996), nel quale la band sperimentò innovativi elementi estrapolati dalla musica degli indigeni brasiliani con ritmi tribali e un gran numero di percussioni. Questa la direzione che seguirà Max Cavalera nei suoi Soulfly.

### L'abbandono di Max Cavalera (1996)

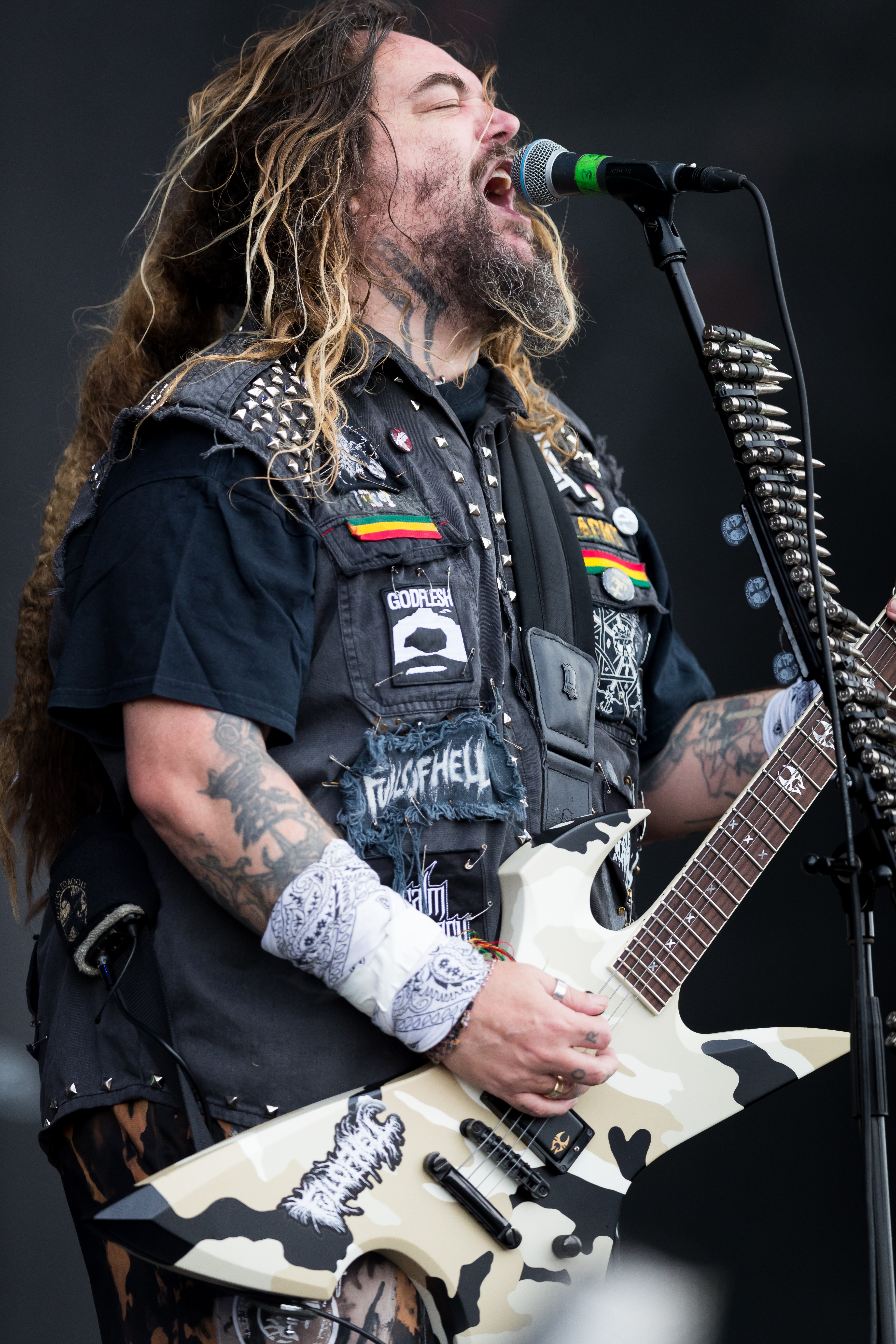
Max Cavalera nel 2017

Al culmine del successo dei Sepultura però, una serie di eventi portò alla rottura della band; il 16 agosto 1996, poco prima di esibirsi al Monsters of Rock Festival a Donington, la moglie di Max Cavalera, nonché manager della band, Gloria, fu colpita dalla morte del figlio ventunenne Dana Wells (D-Low) coinvolto in un incidente stradale. Max e Gloria lasciarono il resto della band per fare ritorno in America, e i Sepultura dovettero suonare per la prima volta in tre.
Si diceva che le tensioni erano già presenti all'interno della band, e che alla fine del 1996, al termine di un tour di successo nel Regno Unito alla Brixton Academy, la band disse a Max che non avrebbero rinnovato il contratto con Gloria. Max Cavalera lasciò il gruppo e formò i Soulfly, e gli altri annunciarono che avrebbero continuato sotto il nome di Sepultura e che avrebbero cercato un rimpiazzo.
Una registrazione dell'ultimo show di Max con la band fu pubblicata nel 2002 in un album live (Under a Pale Grey Sky) dalla precedente etichetta, la Roadrunner Records, nonostante il diniego dei membri del gruppo.

### La pausa temporanea ed il declino (1998-2005)
Dopo due anni di inattività venne arruolato il cantante Derrick Green e i Sepultura pubblicarono nel 1998 l'album Against che fu commercialmente di minor successo rispetto ai suoi due predecessori. Nel 2001 la band pubblicò l'ottavo l'album Nation, di maggior successo commerciale rispetto al precedente.
Dal punto di vista creativo, i due dischi andarono incontro a forti critiche dalla stampa musicale, giudicandoli inferiori rispetto ai precedenti lavori con Cavalera alla voce.
Dopo la registrazione dell'EP Revolusongs (2002) contenente molte cover, la band pubblicò nel 2003 l'album Roorback, anche questo malvisto dalla critica.
Nel 2003 appaiono con i brani A Dança das Borboletas e O Matador nella colonna sonora della commedia romantica brasiliana Lisbela e o Prisioneiro.
Nel 2005 è stato pubblicato il doppio CD live intitolato Live in São Paulo, distribuito anche in DVD.

### Dante XXIeA-Lex(2006-2009)

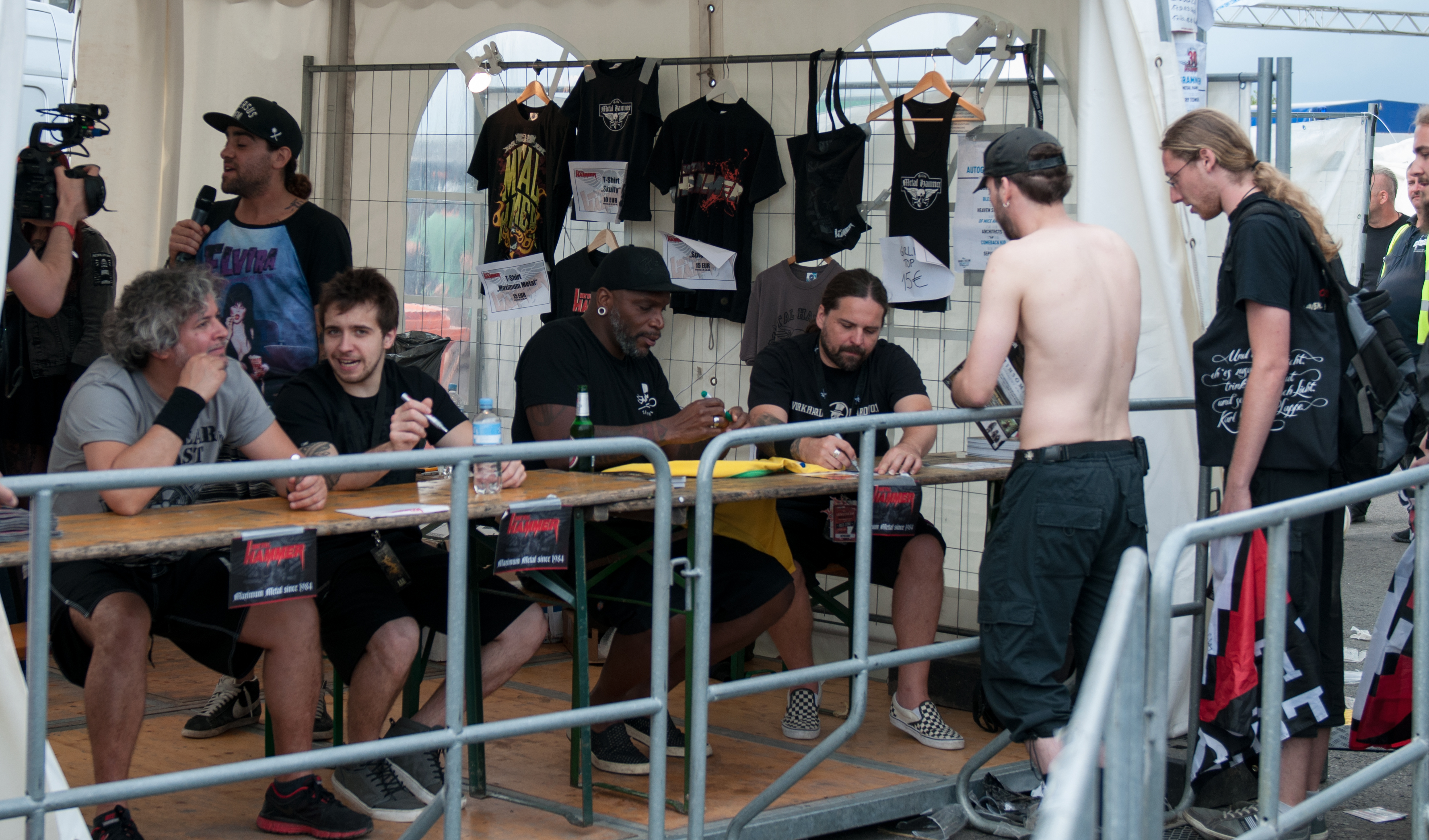
I Sepultura in un meet and greet nel 2014

Il 15 marzo 2006 è stato pubblicato il decimo album Dante XXI. Nel successivo tour internazionale di presentazione del disco alla batteria ha suonato Roy Mayorga, ex batterista dei Soulfly, perché Igor Cavalera aveva deciso di prendersi un periodo di pausa in attesa della nascita del figlio. Il 12 giugno dello stesso anno vengono ufficializzati l'abbandono di Igor Cavalera, a causa di contrasti con gli altri membri, e l'ingresso del batterista Jean Dolabella.
Nel giugno 2007 i fratelli Max e Igor Cavalera decisero di tornare a collaborare insieme per la prima volta dopo dieci anni, fondando i Cavalera Conspiracy.
Il 26 gennaio 2009 la band ha pubblicato l'album A-Lex. Particolarità di questo disco sarà soprattutto sulle tematiche trattate ed ispirate al libro Arancia Meccanica di Anthony Burgess dal quale è stato tratto l'omonimo film diretto dal regista Stanley Kubrick.

### Anni duemiladieci (2011-2019)
Il 17 giugno del 2011 la band ha pubblicato il suo dodicesimo album in studio, intitolato Kairos, promosso da una tournée mondiale. In seguito, il batterista Jean Dolabella lascia la band per motivi familiari e per problemi legati ad accordi economici con il manager della band, venendo sostituito da Eloy Casagrande.
Il 25 ottobre 2013 la band pubblica un nuovo album, The Mediator Between the Head and Hands Must Be the Heart, il secondo per la Nuclear Blast con il produttore di Roots Ross Robinson. Il 20 ottobre 2014 l'etichetta Som Livre ha reso disponibile digitalmente l'album Minisserie Dupla Identidade, contenente la colonna sonora della miniserie televisiva brasiliana Dupla Identidade, composta da Andreas Kisser ed eseguita dai Sepultura.
Il 13 gennaio 2017 è la volta del quattordicesimo album in studio, intitolato Machine Messiah, prodotto in Svezia da Jens Bogren. In questo lavoro i Sepultura adottano in alcuni brani delle soluzioni musicali più vicine al progressive metal, con l'inserimento di variegati elementi quali la chitarra acustica, il moog e i fiati e con un approccio della chitarra solista inedito per la band, con lunghi assoli melodici e tecnici. Una parte della critica musicale ha visto in questo disco una maggiore ispirazione e sperimentazione rispetto ai dischi precedenti.

### Quadrae tour d'addio (2020-presente)
Il 7 febbraio 2020 è stata la volta del quindicesimo album Quadra, prodotto nuovamente da Jens Borgen. Pur perdendo in parte alcuni elementi progressive metal che avevano contraddistinto il lavoro precedente, il disco prosegue la volontà del gruppo di sperimentare ed evolvere le proprie sonorità, facendo uso di elettronica e orchestrazioni. Per la prima volta nella storia della band appare inoltre una voce femminile, quella di Emmily Barreto, che duetta con Green nel brano Fear, Pain, Chaos, Suffering.
In seguito alla necessità di isolamento e il divieto di effettuare concerti a causa della pandemia di COVID-19, a partire da aprile 2020 i Sepultura hanno inaugurato SepulQuarta, podcast settimanale su YouTube dove raccontano episodi sulla storia del gruppo, oltre a invitare ospiti, rispondere alle domande dei fan e a suonare brani dal vivo.
Ad ottobre 2020 hanno registrato una cover di Tainted Love per la serie televisiva brasiliana Desalma; il brano, prodotto da Rafael Ramos, è stato distribuito in forma solo digitale dalla Som Livre.
A febbraio 2021 la DC Comics hanno annunciato il lancio di una serie di fumetti intitolata Dark Nights: Death Metal, il cui quinto volume è stato dedicato ai Sepultura.
A giugno 2021 viene annunciata la pubblicazione del disco live SepulQuarta, per il successivo 13 agosto. Tale disco contiene le registrazioni di 15 brani suonati nel corso del podcast omonimo tra aprile e dicembre 2020. La caratteristica di queste esecuzioni è che ogni brano ha un musicista ospite e che l'esecuzione è avvenuta "a distanza". Infatti, a causa del lockdown imposto per fronteggiare la pandemia da coronavirus, ogni musicista ha suonato a casa propria, collegato in videoconferenza con gli altri.
A luglio 2021 la rivista statunitense Modern Drummer ha annunciato che Eloy Casagrande è stato votato dai propri lettori come il miglior batterista metal del 2020.
Il tour europeo di promozione a Quadra è iniziato a novembre 2021, mentre quello nordamericano (inizialmente programmato per iniziare a marzo 2020 e posticipato una prima volta a marzo 2021) si è svolto a marzo e aprile 2022.
Durante il concerto tenutosi ad El Paso, il 3 aprile 2022 Casagrande si è fratturato tibia e perone, cadendo dal palco durante una pausa del concerto: il tour è pertanto proseguito con Bruno Valverde degli Angra. Durante la tournée europea tenutasi tra giugno e luglio 2022 Casagrande è tornato in formazione ma, per alcune date, Kisser è stato costretto a tornare in Brasile per motivi familiari ed è stato sostituito da Jean Patton dei brasiliani Project46.
Il 2 settembre 2022 partecipano al festival brasiliano Rock in Rio accompagnati dall'Orchestra Sinfonica Brasiliana e, oltre al repertorio consueto, vengono eseguiti brani classici di Beethoven, Stravinskij e Vivaldi.
Nel dicembre 2023 il gruppo annuncia che, dopo un ultimo tour internazionale nel 2024, chiuderà i suoi 40 anni di carriera con lo scioglimento. Il 27 febbraio 2024 Casagrande ha rivelato il proprio abbandono dalla formazione, venendo sostituito da Greyson Nekrutman dei Suicidal Tendencies.

## Impegno per l'ambiente ed i diritti umani
I Sepultura hanno più volte manifestato attenzione verso le tematiche ambientali e legate ai diritti umani. Ad esempio nel videoclip di Convicted in Life appaiono spezzoni di film che documentano abusi sugli animali, mentre con quello del brano Guardians of Earth affermano di voler attirare l'attenzione sulla lotta degli indigeni contro la deforestazione e dare voce alla ONG Amazon Frontlines.
Nel 1988, al termine di un concerto tenuto a Manaus, si erano fatti promotori di una campagna per piantare mille nuovi alberi e, nel 1999 a San Paolo, avevano ospitato sul palco alcuni rappresentanti di tribù amazzoniche, per mettere in luce le loro problematiche.

## Formazione
Attuale
- Paulo Jr. – basso (1984-presente)

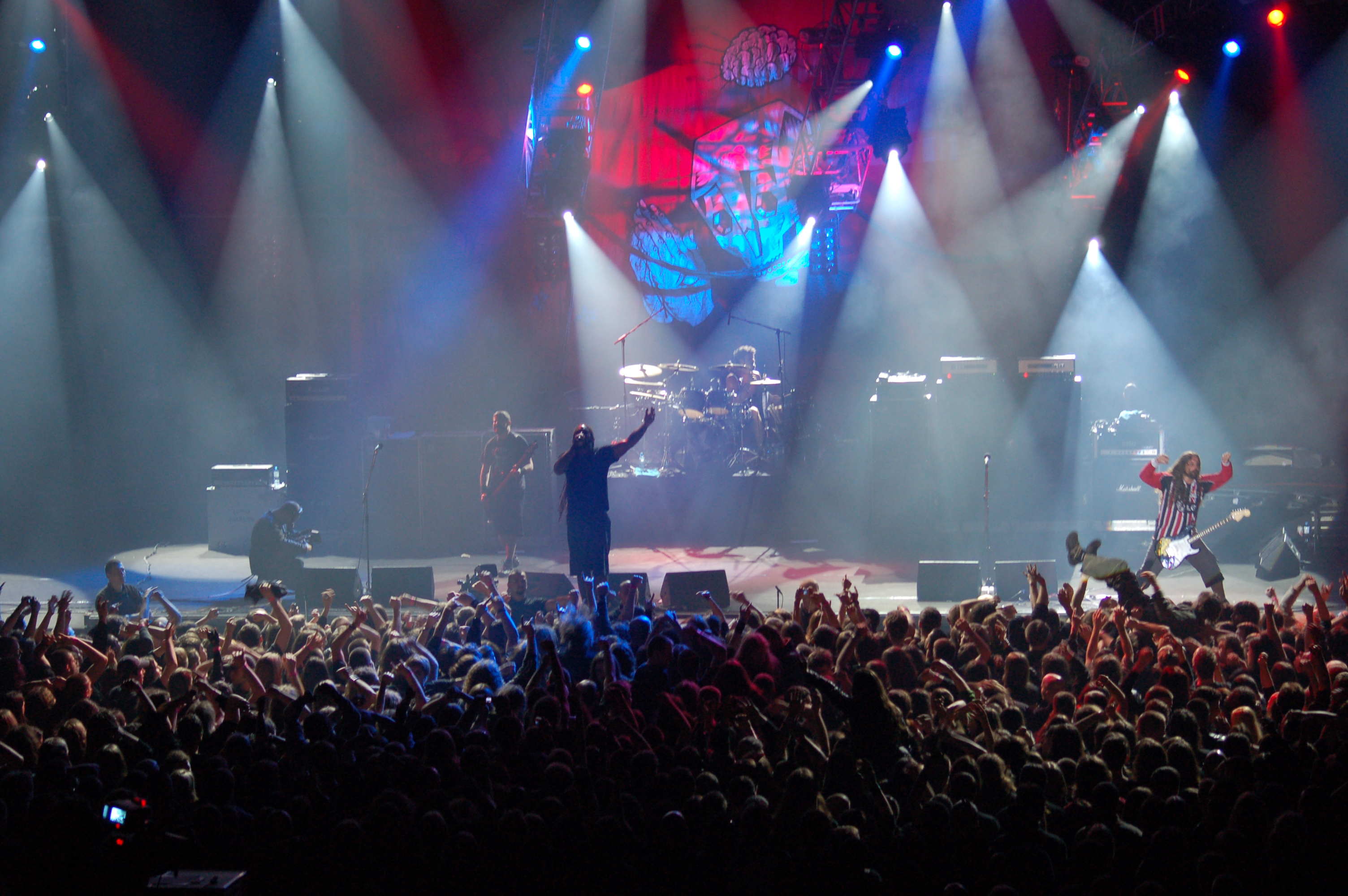
I Sepultura in concerto al Metalmania 2007

- Andreas Kisser – chitarra (1986-presente)
- Derrick Green – voce (1998-presente)
- Greyson Nekrutman – batteria (2024-presente)

Ex componenti
- Wagner Lamounier – voce (1984-1985)
- Jairo Guedz – chitarra (1984-1986)
- Max Cavalera – voce, chitarra (1984-1996)
- Igor Cavalera – batteria (1984-2006)
- Jean Dolabella – batteria (2006-2011)
- Eloy Casagrande – batteria (2011-2024)

Turnisti
- Beto Pinga – batteria (1984)
- Roy Mayorga – batteria (2006)
- Amilcar Christófaro – batteria (2011)
- Kevin Foley – batteria (2013)
- Bruno Valverde – batteria (2022)

## Discografia

### Album in studio
- 1986 – Morbid Visions
- 1987 – Schizophrenia
- 1989 – Beneath the Remains
- 1991 – Arise
- 1993 – Chaos A.D.
- 1996 – Roots
- 1998 – Against
- 2001 – Nation
- 2003 – Roorback
- 2006 – Dante XXI
- 2009 – A-Lex
- 2011 – Kairos
- 2013 – The Mediator Between the Head and Hands Must Be the Heart
- 2017 – Machine Messiah
- 2020 – Quadra

### Album dal vivo
- 2002 – Under a Pale Grey Sky
- 2005 – Live in São Paulo
- 2021 – SepulQuarta

### Raccolte
- 1996 – The Roots of Sepultura
- 1997 – Blood-Rooted
- 2006 – The Best of Sepultura

## Videografia

### Album video
- 1991 – Under Siege (Live in Barcelona)
- 1995 – Third World Chaos
- 1996 – We Are What We Are
- 2002 – Chaos DVD
- 2005 – Live in São Paulo
- 2014 – Metal Veins - Alive at Rock in Rio (con i Les Tambours du Bronx)